# Агд аль-Мухтар
Агд аль-Мухтар (д/н — 1674) — останній імам Держави зуайя в 1670—1674 роках.

## Життєпис
Походив з роду ульд-абіадж. Син Агда Абдаллаха. Здобув коранічну освіту. Згодом отримав військовий досвід 1670 року після загибелі імама Мунір ад-Діна обирається новим очільником держави.
Прдовжив війну проти племен трарза і мгафра, завдавши їм низки поразок. За цим завдав поразки арабським кланам улад-мбарех і улад-літану з племені бану-хасан.
1673 року завдав рішучої поразки Фара Кумба Мбоджі, браку (володарю) держави Ваало, який загинув у битві. Його наступник — Єрім Коде — визнав зверхність імама.
1674 року у битві біля Амодеру зазнав тяжкої поразки від племені мгафра. Але вже невдовзі виступив проти нього у битві біля Агни, але зазнав остаточної поразки від шейха трарза Адді ульд Ахмеда. В цій битві загинув сам імам, більшість зуайя було знищено (частина втекла до імперії Фута Торо і держави Ваало), а їх держава припинила існування. Натомість постав емірат Трарза.